# Selección femenina de fútbol sub-17 de Camerún
La selección femenina de fútbol sub-17 de Camerún es el equipo representativo de dicho país en las competiciones oficiales. Su organización está a cargo de la Federación Camerunesa de Fútbol, miembro de la CAF y la FIFA.

## Estadísticas

### Copa Mundial de Fútbol Femenino Sub-17
| Año                    | Fase            | Posición        | PJ              | PG              | PE              | PP              | GF              | GC              |
| ---------------------- | --------------- | --------------- | --------------- | --------------- | --------------- | --------------- | --------------- | --------------- |
| Nueva Zelanda 2008     | No se clasificó | No se clasificó | No se clasificó | No se clasificó | No se clasificó | No se clasificó | No se clasificó | No se clasificó |
| Trinidad y Tobago 2010 | No se clasificó | No se clasificó | No se clasificó | No se clasificó | No se clasificó | No se clasificó | No se clasificó | No se clasificó |
| Azerbaiyán 2012        | No se clasificó | No se clasificó | No se clasificó | No se clasificó | No se clasificó | No se clasificó | No se clasificó | No se clasificó |
| Costa Rica 2014        | No se clasificó | No se clasificó | No se clasificó | No se clasificó | No se clasificó | No se clasificó | No se clasificó | No se clasificó |
| Jordania 2016          | Fase de grupos  | 14.º            | 3               | 0               | 0               | 3               | 3               | 7               |
| Uruguay 2018           | Fase de grupos  | 10.º            | 3               | 1               | 0               | 2               | 2               | 5               |

### Campeonato femenino sub-17 de la CAF
| Año  | Fase          | Posición     | PJ           | PG           | PE           | PP           | GF           | GC           |
| ---- | ------------- | ------------ | ------------ | ------------ | ------------ | ------------ | ------------ | ------------ |
| 2008 | Fase final    | 3.º          | 4            | 1            | 1            | 2            | 4            | 7            |
| 2010 | No participó  | No participó | No participó | No participó | No participó | No participó | No participó | No participó |
| 2012 | Primera Ronda | -            | 2            | 0            | 0            | 2            | 0            | 5            |
| 2013 | No participó  | No participó | No participó | No participó | No participó | No participó | No participó | No participó |
| 2016 | Fase Final    | -            | 4            | 3            | 0            | 1            | 9            | 4            |
| 2018 | Fase Final    | -            | 4            | 2            | 2            | 0            | 14           | 3            |

- A partir de la edición 2010 se realizan eliminatorias por zonas clasificando a la Copa Mundial de Fútbol Femenino Sub-17 los ganadores de los mismos.